# ویلیام استایلز
ویلیام استایلز (انگلیسی: William Styles; ۱۱ اکتبر ۱۸۷۴ – ۸ آوریل ۱۹۴۰) تیرانداز اهل بریتانیا بود.
وی در مسابقات کشوری و بین‌المللی در مجموع برندهٔ ۱ مدال طلا، ۱ مدال نقره شده‌است.